# Sacco e Vanzetti (film 1971)
Sacco e Vanzetti è un film del 1971 diretto da Giuliano Montaldo, con Gian Maria Volonté e Riccardo Cucciolla. Il film narra la vicenda realmente accaduta a Nicola Sacco e Bartolomeo Vanzetti, due anarchici italiani emigrati negli Stati Uniti d'America a inizio Novecento.

## Trama

Bartolomeo Vanzetti (Gian Maria Volonté) in una scena

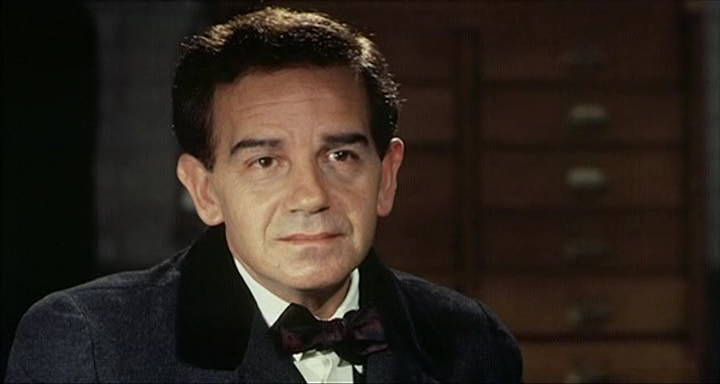
Nicola Sacco (Riccardo Cucciolla) in una scena

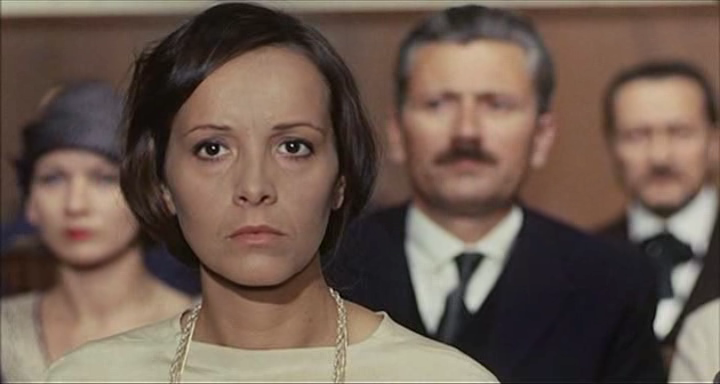
Virginia Vanzetti (Armenia Balducci) in una scena

1920, Stati Uniti d'America: a seguito di un attentato dinamitardo attribuito al movimento anarchico e mai rivendicato, vengono rastrellati numerosi italiani. Sacco e Vanzetti sono trattenuti con l'accusa di rapina a mano armata ed omicidio. Il processo, pur evidenziando la loro innocenza, mette in mostra al contempo la volontà delle autorità statunitensi di compiere un gesto di rappresaglia politica, condannando a morte in maniera esemplare i due anarchici italiani.
A nulla serviranno le numerose mobilitazioni della comunità locale, non solo quella italiana, e i numerosi comitati di liberazione. Vanzetti inoltrerà invano domanda di grazia, pentendosi successivamente, e lodando il coraggio di Sacco, che non piegandosi alla richiesta di clemenza, avrà dato piena testimonianza della propria innocenza. Sacco e Vanzetti moriranno sulla sedia elettrica nel 1927.

## Produzione
Il regista aveva pensato di realizzare un film sui due anarchici italiani dopo aver visto in una fabbrica di Genova, l'Italsider, lo spettacolo teatrale Sacco e Vanzetti di Roli e Vincenzoni, allestito dalla compagnia Attori Associati per la regia di Giancarlo Sbragia, con Gian Maria Volontè nel ruolo di Sacco e Riccardo Cucciolla in quello di Madeiros. Non conoscendo la vicenda, tornato a Roma contattò Fabrizio Onofri, giornalista e storico, pregandolo di raccogliere della documentazione utile per poter sceneggiare un film. Trovati i produttori (ma la coproduzione francese insistette per far ottenere il ruolo di Sacco a Yves Montand), Montaldo si recò a Boston per un primo sopralluogo, scoprendo che i luoghi dove si erano svolti gli eventi non erano più utilizzabili per le riprese. Unico edificio dell'epoca rimasto in piedi era il calzaturificio in cui lavorava Nicola Sacco, e lì furono girate le uniche riprese americane. Gli altri esterni furono girati a Dublino, mentre le scene del carcere e quelle della retata degli italiani furono girate in Jugoslavia.

## Distribuzione
Presentato in concorso al 24º Festival di Cannes, è valso il premio per la miglior interpretazione maschile a Riccardo Cucciolla. Rosanna Fratello ha ricevuto il Nastro d'argento per la sua interpretazione del ruolo di Rosa Sacco.
Una sala cinematografica di prima visione del centro di Roma, che proiettava la pellicola, subì un incendio doloso.

## Colonna sonora
La colonna sonora è stata composta, orchestrata e diretta da Ennio Morricone e co-diretta da Bruno Nicolai. I brani sono tutte composizioni originali e alcuni di questi sono stati composti in collaborazione con la cantautrice statunitense Joan Baez. La canzone di chiusura Here's to You, cantata da Joan Baez, divenne un inno generazionale.
La colonna sonora del film è stata raccolta e pubblicata nel 1971 nell'album Sacco e Vanzetti prodotto da UNIDIS. 
Tracce
1. Speranze di Libertà - 2:32
2. La ballata di Sacco e Vanzetti, Pt.1 - 5:05
3. Nel Carcere - 2:09
4. La ballata di Sacco e Vanzetti, Pt.2 - 5:25
5. Sacco E Il Figlio - 1:54
6. Speranze di Libertà (#2) - 0:48
7. Nel Carcere (#2) - 2:41
8. La ballata di Sacco e Vanzetti, Pt.3 - 6:29
9. Libertà Nella Speranza - 2:07
10. E Dover Morire - 3:04
11. Sacco E Il Figlio (#2) - 1:50
12. La Sedia Elettrica - 2:03
13. Libertà Nella Speranza - 1:20
14. Here's to You - 3:10

## Accoglienza

### Critica
Il film, secondo la testimonianza del suo regista, ha sensibilmente contribuito alla riabilitazione storica e morale dei due negli Stati Uniti d'America: quando in una cerimonia pubblica tenutasi il 23 agosto 1977, 50º anniversario della loro esecuzione, il governatore del Massachusetts Michael Dukakis riconobbe ufficialmente l'errore giudiziario e il dolo dei magistrati, il regista Giuliano Montaldo fu «invitato alla riabilitazione per aver contribuito a essa».

## Restauro
Il film è stato restaurato dalla Cineteca di Bologna, dall'Istituto Luce-Cinecittà e da Rai Cinema nel 2017.

## Riconoscimenti
- 1971 - Festival di Cannes
  - Premio per la miglior interpretazione maschile (Riccardo Cucciolla)
- 1972 - Nastro d'argento
  - Miglior attore protagonista (Riccardo Cucciolla)
  - Miglior attrice esordiente (Rosanna Fratello)
  - Miglior colonna sonora (Ennio Morricone)